# Hermeskeil
Hermeskeil é uma cidade da Alemanha localizado no distrito de Trier-Saarburg, estado da Renânia-Palatinado.
É membro e sede do Verbandsgemeinde de Hermeskeil.